# Maestro Xehanort
Il maestro Xehanort è il principale antagonista della saga a lui dedicata nella serie di videogiochi Kingdom Hearts. È un maestro oscuro del Keyblade, considerato da tutti il più forte custode del Keyblade mai esistito ed è, direttamente o meno, la causa di tutto ciò che è accaduto nella cosiddetta "saga di Xehanort" (in inglese la "Dark Seeker Saga", la saga del cercatore oscuro).
Si tratta di un uomo molto anziano, forse molto più di quanto si possa immaginare guardandolo. Tutto ciò che accadde dieci anni prima che Sora ottenesse il Keyblade è stato pianificato accuratamente da lui, dalla scomparsa di Terra alla distruzione della Terra di partenza, compresa la morte del suo vecchio amico, il maestro Eraqus.

## Storia

### Kingdom Hearts Birth by Sleep
Nel prologo di Birth by Sleep viene mostrato un giovane Xehanort al tramonto intento a scrutare l'oceano del suo mondo natio, le Isole del destino, mentre pensa una cosa: quel mondo per lui è troppo piccolo. Anni dopo, il maestro Xehanort è tornato alle Isole del destino portando con sé un mantello bianco che racchiude un catatonico ed inerme Ventus. Ventus ancora incosciente evoca un Keyblade: ciò porta Xehanort a decidere di portare Ventus dal suo vecchio amico Eraqus, per metterlo sotto la sua ala protettrice.
Tempo dopo, alla Terra di partenza sta per avere luogo l'esame del Simbolo di maestria. I partecipanti sono Terra e Aqua, gli altri due allievi del maestro Eraqus, che presiede alla cerimonia per l'assegnazione del titolo. Eraqus, per l'occasione, ha invitato all'esame anche Xehanort. Prima che cominci l'esame, Xehanort usa una sorta di potere oscuro che interferisce con le prove, ma Terra e Aqua, aiutati anche da Ventus, riescono a respingere il potere. Xehanort, che non voleva fare del male ai tre cavalieri, ha così saggiato il potenziale di Terra, il ragazzo del quale desidera il corpo poiché già pieno di Oscurità: Terra infatti è colmo di tenebre e non sempre riesce a tenerle a bada. Il maestro Xehanort, alla fine della cerimonia si incontra con un ragazzo in maschera per poi uscire ed incontrare Terra, dicendo al ragazzo che non dovrebbe preoccuparsi della sua Oscurità ma che dovrebbe imparare a controllarla. Dopo di che, se ne va senza lasciare traccia.
Durante i viaggi tra i mondi di Terra, Aqua e Ven, i tre ragazzi scoprono che il maestro Xehanort ha visitato tutti questi luoghi, alla ricerca di cuori fatti di pura luce. Xehanort infatti viene anche in contatto con Malefica, con la quale decide di stringere una alleanza. Malefica però è solo un burattino; infatti i piani di Xehanort sono ben altri. Dopo aver fatto visita a Yen Sid, Terra viene chiamato da Xehanort e gli "confessa" di avere a che fare con i Nesciens e con il ragazzo in maschera, che stanno minacciando i cuori delle Principesse: il ragazzo in maschera, Vanitas, non è altro che una creatura oscura che l'anziano maestro dice essere nata per suo errore anni prima. Egli sostiene che Vanitas sfuggì al suo controllo, cominciando a creare scompiglio nei mondi. Xehanort, inoltre, afferma che Vanitas attaccherà con la sua oscurità tutti i luoghi colmi di Luce ed è quindi sicuro che la sua prossima meta sarà una città che ne contiene tanta: il Giardino radioso, dove Xehanort inscena il suo rapimento con l'aiuto di Braig al fine di costringere Terra a liberare ulteriormente l'Oscurità che risiede in lui. La sua macchinazione avrà successo. Nello scontro con Braig Terra si lascia andare alla rabbia e con dei dardi oscuri sconfigge Braig e libera il maestro Xehanort. Xehanort quindi, nonostante Terra fosse mortificato per aver ceduto alle tenebre, gli dice di continuare i loro sforzi per bilanciare Luce e Oscurità proclamando il ragazzo Maestro e spronandolo a continuare il suo viaggio sulle tracce di Vanitas. Dopo che Terra se n'è andato, Xehanort viene assalito da Braig poiché questo è rimasto sfigurato dal suo scontro con Terra ma il balestriere nulla può contro il maestro e si arrende, dicendo però a Xehanort che ora è lui a dover rispettare la sua parte dell'accordo.
Quando Ventus corre in soccorso di Topolino, il ragazzo incontra Xehanort che gli rivela il suo passato ed il proprio piano di creare il χ-blade. Xehanort però pianta anche i semi della diffidenza in Ven nei confronti di Eraqus e manda quindi il ragazzo ad affrontare il suo maestro. Xehanort quindi chiama a sé Terra, fingendo di essere preoccupato per Ven poiché il suo amico è andato ad affrontare Eraqus, il che causerà poi lo scontro tra Terra ed Eraqus. Quando Eraqus infatti viene sfiancato da Terra, Xehanort lo colpisce alle spalle finendolo; l'oscuro maestro quindi dice a Terra di incontrarlo nuovamente al Cimitero dei Keyblade prima di andarsene e distruggere la Terra di partenza coi suoi immensi poteri oscuri.
Al Cimitero dei Keyblade, una volta che Terra, Aqua e Ven si sono riuniti, Xehanort e Vanitas appaiono davanti a loro, pronti per lo scontro. Coi suoi poteri, Xehanort evoca Kingdom Hearts e divide i tre amici ritrovandosi ad affrontare Terra. Nel duello, Xehanort ha la peggio ma ha l'opportunità di rendere Terra il suo nuovo recipiente quando il ragazzo si distrae a causa della creazione del χ-blade: Xehanort rimuove quindi il suo cuore e lo pianta dentro Terra; a nulla può anche l'armatura del ragazzo, progettata per proteggere dall'Oscurità: il vecchio Xehanort, tronfio, svanisce ed il nuovo Xehanort esce quindi dall'armatura di Terra.

#### Momenti oscuri
All'interno del nuovo ma amnesico Xehanort, il maestro Xehanort è sorpreso di quanto Terra sia riuscito a resistere alla sua Oscurità ma crede che sia solo questione di tempo. Quando Terra però si dimostra sicuro che non riuscirà a piegarlo, Xehanort si rende conto che anche il cuore di Eraqus è dentro Terra. Nonostante ciò Xehanort rimane comunque sereno rivelando a Terra che questa fosse solo una delle strade che può percorrere.

### Kingdom Hearts Coded

#### Uno sguardo verso il futuro
Dopo che Topolino ha informato il suo vecchio maestro di quanto trovato nei meandri del Grillario virtuale, Yen Sid informa Topolino che il maestro Xehanort è tornato in vita a causa della distruzione di Ansem e Xemnas.
Quando Topolino si dimostra confidente nel fatto che lui, Sora e Riku assieme possano sconfiggerlo, Yen Sid lo allarma dicendogli che si sarebbero dovuti preparare ad affrontare più di un solo Xehanort, affrettando il Re a convocare Sora e Riku alla Torre misteriosa affinché sostengano l'esame del Simbolo di maestria e diventino veri Maestri del Keyblade.

### Kingdom Hearts 3D: Dream Drop Distance
Il giovane Xehanort appare più volte di fronte a Sora e Riku cercando di instillare loro insicurezze sulla loro natura ed i loro ideali, di solito in coppia con Xemnas o Ansem, studioso dell'Oscurità. Quando però si accorge che Riku è diventato resistente all'Oscurità, il giovane Xehanort decide che il tredicesimo recipiente avrebbe dovuto essere Sora.
Quando Sora viene portato al Mondo che non esiste, il giovane Xehanort fa addormentare nuovamente Sora in un sonno malizioso. Il giovane Xehanort lo raggiunge e gli spiega come Ansem, studioso dell'Oscurità andò da lui e gli donò il potere di viaggiare nel tempo, istruendolo su ciò che avesse dovuto fare con quel potere, e di come Ansem avesse agito in seguito secondo il piano; dopodiché il giovane Xehanort lascia Sora in balia delle illusioni del suo passato. Dopo che Sora è sprofondato abbastanza nel sonno in seguito allo scontro con Xemnas, il giovane Xehanort lo raggiunge prima che questo cada definitivamente vittima del sonno dandogli il benvenuto come il tredicesimo recipiente.
Quando Riku raggiunge Sora ed incontra il giovane Xehanort Dove il Nulla si raccoglie (ovvero la Sala circolare, dove i membri dell'Organizzazione XIII si riunivano per discutere), egli rivela a Riku di essere la versione più giovane del maestro Xehanort e di aver viaggiato nel tempo per reclutare altre sue incarnazioni per formare la Vera Organizzazione XIII, rivelando i veri motivi della formazione della precedente Organizzazione e aggiungendo che Sora è stato scelto per farne parte come l'ultimo recipiente. Anche gli altri Xehanort si radunano nella sala mentre il maestro Xehanort lentamente si sta ricomponendo sulla sedia più alta ma arriva Topolino, che con una potente magia temporale ferma il tempo con l'obiettivo di salvare Sora. L'influsso del maestro Xehanort però permette al giovane Xehanort di resistere alla magia ed ingaggiare un duello con Riku, dal quale esce comunque sconfitto. L'effetto della magia però si esaurisce ed il maestro Xehanort è ora nuovamente completo. Parlando con Topolino, Xehanort riconosce il fallimento dei suoi passati tentativi di ricreare il leggendario χ-blade a causa della sua fretta ma aggiunge che non vi ha rinunciato affatto, e poiché il χ-blade si separò in venti frammenti - tredici di Oscurità e sette di Luce, decise di procurarseli. L'intervento di Sora e Riku evidenziò i molteplici problemi del suo piano mandandolo all'aria ma la capacità del giovane Xehanort di viaggiare nel tempo gli permise di trovare dei nuovi recipienti adatti per formare le tredici oscurità che avrebbero dovuto scontrarsi con le sette luci: la Vera Organizzazione XIII. Xehanort quindi si appresta a rendere Sora il tredicesimo recipiente ma l'intervento di Lea, seguito a ruota da quello di Paperino e Pippo, mette in stallo la Vera Organizzazione abbastanza a lungo che il tempo concesso ai dodici Xehanort finisse.
Il maestro Xehanort, prima di svanire come gli altri undici sé, esorta quindi Topolino a radunare le sue sette luci poiché entrambe le fazioni sono destinate a completarsi e scontrarsi.

### Kingdom Hearts III
Xehanort mette in atto gli ultimi dettagli in vista dello scontro. Dopo essersi assicurato che esistessero altri sette cuori di luce pura da usare al posto delle Principesse del cuore qualora i sette guardiani non si fossero ritrovati per tempo, fa entrare Vexen nella Vera Organizzazione XIII affinché potesse completare il suo Progetto Replica e crearne di nuove per completare le file delle tredici oscurità, e Demyx come membro di riserva. Infine trova anche la sua tredicesima oscurità e quando i guardiani della Luce arrivano al Cimitero dei Keyblade, il maestro scatena contro di loro un esercito immenso composto da Heartless, Nessuno e Nesciens, allo scopo di strappare subito via i loro cuori e forgiare il χ-blade. I guardiani riescono a sconfiggere la minaccia, decretando così lo scoppio della seconda Guerra dei Keyblade. Gli scontri tra le fazioni si susseguono e man mano che le oscurità cadono, Xehanort genera undici copie dell'Innominata con la loro Oscurità, e per creare la dodicesima colpisce e distrugge Kairi davanti agli occhi di Sora e alle altre luci per spronarli ulteriormente ad affrontarlo.
L'Innominata viene fusa quindi con le dodici copie per forgiare il χ-blade, atto che gli consente di evocare Kingdom Hearts. Prima che possa aprirlo, Xehanort viene usato dai guardiani per creare un varco, proiettando il maestro, Sora, Paperino e Pippo a Scala ad Caelum, sede degli antichi eroi del Keyblade. Qui si consuma l'ultima battaglia tra Xehanort e Sora, dove a prevalere è il ragazzo, nonostante Xehanort fosse riuscito a convogliare il potere di Kingdom Hearts e a rilasciarlo sul trio. Al termine dello scontro, Xehanort rivela il suo piano originale: far scoppiare una nuova Guerra dei Keyblade per evocare Kingdom Hearts e sfruttare il suo potere per riportare il mondo al suo stato primordiale, quando l'Oscurità non era ancora nata nel cuore delle persone conducendole alla corruzione, e diventare tutore di questo nuovo mondo per evitare la rovina; tuttavia Xehanort ammette la sconfitta quando il cuore di Eraqus esce finalmente da quello di Terra e riprende le proprie sembianze: Eraqus, con calma, convince Xehanort ad accettare la sua sconfitta e che il destino del mondo fosse nelle mani di Sora e i suoi amici. Xehanort dunque si congratula con il ragazzo, consegnandogli il χ-blade per richiudere il Kingdom Hearts, congedandosi poi da questa vita insieme al suo vecchio amico ritrovato.

### Melody of Memory
Dopo che Sora si sacrifica per salvarla, Kairi decide di addormentarsi per un anno certa che un indizio per trovare Sora sia dentro di lei. Viaggiando nei suoi sogni, Kairi arriva al Mondo finale, dove trova un'illusione di Xehanort creata dai suoi ricordi. Kairi lo attacca, ma il maestro, sebbene riconosca la forza della ragazza, la mette alle strette, finché Kairi non viene posseduta da Sora: Xehanort rimane sorpreso dal vedere il ragazzo, asserendo che ora sappia dove si trovi, e i due iniziano a combattere. Xehanort viene sconfitto e, prima di scomparire, dà un indizio a Kairi su dove Sora possa trovarsi, un mondo "dall'altro lato", rammentandogli che fu quando la spedì nello spazio tra i mondi che glielo disse.

## Aspetto
Il corpo di Xehanort è un corpo stanco e vecchio, logorato dai continui viaggi e combattimenti che ha sopportato in tutti i suoi lunghi anni di vita. La forza fisica non sono più quelle di un tempo ma sono comunque sufficienti da permettergli di duellare senza problemi contro Terra e addirittura, con una sola mano, stritolare l'elmo dell'armatura di Ventus tanto da incrinarlo.
È di carnagione scura e completamente calvo, con un folto pizzetto grigio sul mento. I suoi occhi sono gialli, tipico colore di chi è stato a contatto con l'Oscurità per troppo tempo. Il suo abito invece assomiglia al vestito di Ansem. Il suo lungo mantello nero (con interno rosso) copre la sua veste bianca con bottoni neri, stretta al corpo con due cinture nere incrociate. Indossa anche un paio di lunghi guanti bianchi, un paio di pantaloni completamente neri e due stivali neri con bordature argentate, stessi stivali che indossa Ansem e che indossavano i membri dell'Organizzazione XIII.
Alle Isole del destino, il maestro Xehanort appare anche col suo soprabito nero, precursore di quelli dei membri dell'Organizzazione XIII da loro usati per non svanire nell'Oscurità, così come quelli usati da Riku e Topolino per proteggersi da essa.

## Personalità
Xehanort è un uomo estremamente sagace e calcolatore, spinto nei suoi intenti dall'innata curiosità di carpire i segreti della misteriosa Guerra dei Keyblade. Tuttavia, sfruttando i corridoi dell'Oscurità per i suoi spostamenti nei mondi, è stato ormai contaminato dall'Oscurità senza possibilità di liberarsene. Da diverso tempo prima degli avvenimenti di Birth by Sleep aveva già pianificato tutto ciò che sarebbe avvenuto, dalla creazione del χ-blade alla morte di Eraqus. I suoi discorsi tendono sempre a far innervosire il suo nemico, e quando accenna mostrare tristezza o debolezza lo fa per abbassare la guardia del nemico, guadagnare tempo o per riuscire nei suoi obiettivi.
La sua stessa personalità, riflessa poi in Ansem e in Xemnas (Heartless e Nessuno di Xehanort), lo porta a manipolare le persone, come fa con Terra, Aqua, Ventus, Vanitas, Malefica, Braig e tutti gli altri membri dell'Organizzazione XIII. In particolare, Xehanort sembra avere un peculiare legame con Braig, che usa per il suo scopo di eliminare Aqua e risvegliare l'Oscurità di Terra. Dopo il loro incontro, infatti, il colore degli occhi di Braig cambia, passando dal marrone al giallo: questo elemento, legato alle parole di Xehanort in Momenti oscuri, ha fatto ipotizzare che Braig fosse una delle altre vie che Xehanort ha preparato da percorrere in caso Terra si rivelasse inutile.

## Alter ego
Durante la saga di Xehanort, l'anziano maestro è apparso più volte nel corso degli eventi mediante diverse sue incarnazioni, venendo affrontato da Sora ed i suoi amici.

### Il giovane Xehanort
Il giovane Xehanort è, a sua detta, "lo Xehanort dal passato più lontano": è lo Xehanort adolescente, che non ha ancora raggiunto Scala ad Caelum ed iniziato il suo addestramento da custode del Keyblade. Grazie all'influenza di Ansem, studioso dell'Oscurità, il giovane Xehanort ha ottenuto l'abilità di viaggiare nel tempo in modo da poter reclutare, nelle varie epoche, le versioni passate di Xehanort e di coloro sotto la sua influenza per costituire la Vera Organizzazione XIII, nonché di mettere in moto eventi che sarebbero serviti al suo sé futuro per portare avanti i suoi piani.
È l'unico personaggio della serie a poter viaggiare nel tempo senza limitazioni fisiche. Come descritto da lui medesimo in Dream Drop Distance, qualcuno può viaggiare nel tempo solo se rinuncia alla propria forma corporea ed a patto che nel tempo di arrivo esista una versione alternativa di se stessi; tuttavia il giovane Xehanort ha ottenuto questo potere da Ansem, studioso dell'Oscurità, che avendo dovuto già abbandonare il proprio corpo per tornare nel passato, ha evitato che il giovane Xehanort per usarlo lo dovesse abbandonare a sua volta dopo averlo ricevuto.

### Terra-Xehanort
Si tratta della fusione tra Terra ed il maestro Xehanort quando quest'ultimo innestò forzatamente il proprio cuore all'interno del corpo del giovane, cosa che portò anche alla creazione della Volontà residua, nata dalla mente di Terra: proprio questa affrontò Terra-Xehanort dopo che entrambe le entità nacquero, sconfiggendolo e facendogli perdere la memoria. Dopo la distruzione del χ-blade, Terra-Xehanort venne scaraventato al Giardino radioso, dove venne raggiunto e affrontato da Aqua, uscendo nuovamente sconfitto dallo scontro; durante lo scontro, nel tentativo di scacciare il cuore di Terra che stava iniziando a resistere all'influenza di Xehanort, si trafisse col suo Keyblade, danneggiando le sue memorie ed iniziando a precipitare all'interno di un portale per il Regno dell'Oscurità: Terra-Xehanort venne salvato da Aqua, che sacrificò se stessa pur di salvare il corpo dell'amico. Al suo risveglio, Terra-Xehanort fu soccorso da Ansem il Saggio, ricordando solo il nome "Xehanort" e diventando così un apprendista del Saggio aiutandolo negli sul cuore delle persone. Col tempo, la personalità di Xehanort e ricordi vaghi iniziarono a riaffiorare, e Terra-Xehanort riuscì assieme agli altri assistenti a far bandire Ansem il Saggio nel Regno dell'Oscurità e a continuare gli esperimenti, riottenendo parte delle sue memorie (soprattutto di Xehanort ma anche di Terra), usurpando il nome del suo mentore e trasformando se stesso e tutti gli altri apprendisti in Heartless e Nessuno, dando vita quindi ad Ansem, studioso dell'Oscurità e Xemnas, e fondando l'Organizzazione XIII.
Dopo la distruzione di Ansem e Xemnas ed il conseguente ritorno del maestro Xehanort, anche il corpo esanime e senza cuore di Terra venne ripristinato e trovato proprio dal maestro Xehanort, che decise di reinserirvi parte del suo cuore per ricreare Terra-Xehanort e farlo membro della Vera Organizzazione XIII. Durante la seconda Guerra del Keyblade, prendendoli alla sprovvista, Terra-Xehanort da solo riesce a sconfiggere Ventus e Lea, venendo annientato soltanto da un attacco suicida di Paperino: dopo che Sora riesce ad evitare la disfatta dei guardiani della luce col potere del risveglio, Terra-Xehanort viene fermato per tempo dalla Volontà residua, con la quale va via duellando. In seguito riappare nel labirinto creato da Xehanort affrontando Sora, Aqua e Ventus: dopo essere riuscito a rendere inermi i tre, apprestandosi a finirli, il Guardiano (un'entità oscura che ha sempre affiancato Terra-Xehanort ed Ansem, studioso dell'Oscurità) rivela di essere l'involucro oscuro del cuore di Terra il quale, avendo finalmente reagito alla presenza di Aqua e Ventus, riesce a ribellarsi a Terra-Xehanort ed a riappropiarsi del proprio corpo con l'aiuto di Sora, distruggendo Terra-Xehanort.

## Abilità

### Keyblade
L'unica arma che il maestro Xehanort mostra è il suo Keyblade, l'Innominata (ノーネーム?, Nō Nēmu), più raramente chiamato l'Occhio che scruta (見つめる目?, Mitsumeru me, lett. "l'occhio fisso"): è un Keyblade tra i più potenti, rimasto inutilizzato per svariati anni dopo la sconfitta di Terra-Xehanort per mano di Aqua e gli eventi dell'Episodio segreto di Birth by Sleep. Questo Keyblade, originariamente del Maestro dei Maestri, è stato tramandato di maestro in allievo per secoli tant'è che prima che fosse nelle mani di Xehanort, Innominata apparteneva al maestro suo e di Eraqus. Di questo Keyblade si sa inoltre che sia "il più antico di tutti". Il suo giovane alter ego invece usa due lame eteree che, a differenza di quelle di Xemnas, hanno un'elsa e che lui impugna con entrambe le mani in una presa al rovescio come Ventus: queste lame possono allungarsi, essere lanciate ed unite in un'unica lama più grande, e scisse in una miriade di sfere che accerchiano il nemico colpendolo con ulteriori lame; dopo che in Dream Drop Distance viene potenziato dal maestro Xehanort, il giovane Xehanort inizia ad usare un Keyblade chiamato il Keyblade del giovane Xehanort (青年ゼアノートのキーブレード?, Seinen Zeanōto no Kīburēdo), il cui aspetto è una fusione dell'Innominata di Terra, Ventus ed Aqua e dell'Innominata di Xehanort.
Il maestro Xehanort è inoltre in grado di usare qualsiasi tipo di magia e potere oscuro: può persino evocare enormi globi di Oscurità in grado di danneggiare pesantemente qualsiasi mondo, come ha fatto alla Terra di partenza (e come dieci anni dopo ha fatto Ansem, studioso dell'Oscurità alle Isole del destino). La sua abilità nelle arti arcane è tale che sa evocare magie, anche oscure, molto potenti direttamente dalle mani, senza dover necessitare di un tramite magico o di un catalizzatore come il Keyblade per compierle. I suoi poteri sono ulteriormente amplificati dopo essersi fuso con le repliche di sé ed essere entrato in possesso del χ-blade, avendo nelle sue mani quindi il potere stesso del Kingdom Hearts: con queste risorse, Xehanort può modificare l'ambiente circostante e perfino estrarre e far manifestare forzatamente l'Oscurità (e presumibilmente anche la Luce) presente nel cuore degli individui.

## Curiosità
- Nomura ha detto che il maestro Eraqus e il maestro Xehanort da giovani, quando erano entrambi allievi presso lo stesso maestro, si ritenevano come fratelli.
- Nella versione inglese di Birth by Sleep, il maestro Xehanort è stato doppiato da Leonard Nimoy, scelto appositamente da Nomura stesso perché interpretò Spock in Star Trek.
- Nella versione giapponese di Birth by Sleep, il maestro Xehanort è stato doppiato da Chikao Ōtsuka, scelto appositamente da Nomura stesso perché egli è il padre di Akio Ohtsuka, nonché doppiatore di Ansem e Xehanort. Precedentemente è stato anche il seiyuu di Capitan Uncino, sostituito in questo ruolo da Naoya Uchida proprio in Birth by Sleep.
- Yen Sid in Birth by Sleep dice di sperare che il cuore del maestro Xehanort non lo porti sulla strada sbagliata di nuovo, il che significa che già si conoscevano in passato, ma è probabile che tutti i Maestri del Keyblade si conoscessero fra loro dato che anche Yen Sid ed Eraqus erano vecchi amici.
- Dopo essersi fuso con Terra ed averlo posseduto, il maestro Xehanort dice la stessa frase che disse Ansem prima di combattere per la prima volta contro Sora ai Confini del mondo.